# Trofeo Gavardo Tecmor
Le Trofeo GS Gavardo Tecmor est une course cycliste italienne disputée à Gavardo, en Lombardie. Elle tient son nom de son club organisateur. 
Cette épreuve fait partie du calendrier national de la Fédération cycliste italienne. Elle est ouverte aux coureurs espoirs (moins de 23 ans) et élites.

## Palmarès depuis 2003
| Année | Vainqueur             | Deuxième             | Troisième          |
| ----- | --------------------- | -------------------- | ------------------ |
| 2003  | Massimo Iannetti      | Marco Corsini        | Vladimir Efimkin   |
| 2004  | Aristide Ratti        | Cristian Bonfanti    | Konstantin Klyuev  |
| 2005  | Sergey Rudaskov       |                      |                    |
| 2006  | Matteo Montaguti      | Sergey Rudaskov      | Emanuele Moschen   |
| 2007  | Sergey Rudaskov       | Gianluca Mirenda     | Mirko Bertolani    |
| 2008  | Michele Gaia          | Stefano Locatelli    | Luca D'Osvaldi     |
| 2009  | Daniele Bazzana       | Nicola Dal Santo     | Marco Vivian       |
| 2010  | Davide Girlanda       | Mirko Boschi         | Michele Torri      |
| 2011  | Kanstantin Klimiankou | Michele Simoni       | Mario Sgrinzato    |
| 2012  | Michele Simoni        | Andrea Toniatti      | Edoardo Zardini    |
| 2013  | Gianni Moscon         | Michele Simoni       | Simone Andreetta   |
| 2014  | Oliviero Troia        | Fausto Masnada       | Simone Sterbini    |
| 2015  | Leonardo Basso        | Enrico Salvador      | Stefano Ippolito   |
| 2016  | Umberto Orsini        | Andrea Vendrame      | Cyrille Thièry     |
| 2017  | Alessandro Covi       | Marco Murgano        | Simone Guizzetti   |
| 2018  | Davide Casarotto      | Davide Botta         | Enrico Salvador    |
| 2019  | Andrea Bagioli        | Kevin Colleoni       | Filippo Magli      |
| 2020  | annulé                | annulé               | annulé             |
| 2021  | Stefano Gandin        | Alessio Martinelli   | Giosuè Epis        |
| 2022  | Samuele Carpene       | Andrea Cantoni       | Cristian Rocchetta |
| 2023  | Pier Elis Belletta    | Riccardo Ciuccarelli | Federico Biagini   |